# Боровое и Глухое
Боровое и Глухое — озеро в России, находится на территории Нагорского района Кировской области. Площадь водного зеркала — 0,38 км². Площадь водосборного бассейна — 3,5 км².
Лежит в левобережье реки Кобры в 2 км ниже устья реки Большая Мышья. Имеет кольцеобразную форму. Со всех сторон окружено еловым лесом, северный и западный берега заболочены. С севера примыкает болото Жуковское. В середине озера — поросший заболоченным ельником остров с максимальной высотой 134,7 м над уровнем моря. Иногда рассматривается как два озера: к северной части относится название Боровое, к южной — Глухое.